# Polyol

Xylitol

Een polyol is een organische chemische verbinding die wordt gekenmerkt door de aanwezigheid van meerdere (poly = veel) -OH groepen (alcohol-groepen). Een stof met twee -OH groepen noemt men een diol (voorbeeld: etheenglycol), met drie groepen een triol enz.
Bekende polyolen zijn gehydrogeneerde suikers of suikeralcoholen zoals:
- mannitol
- sorbitol
- xylitol
- maltitol
- lactitol
- isomalt

## Polymeren
De term wordt ook gebruikt voor een aantal polyethers van polyolen. In de praktijk worden deze polyethers echter bereid door additie van alkeenoxiden (bijvoorbeeld etheenoxide of propeenoxide) aan bijvoorbeeld een suiker of ook glycerol gevormd worden. Een karakteristiek voorbeeld daarvan is polyetheenoxide ofwel polyetheenglycol (PEG) en polypropeenglycol (PPG). 
Polyolen worden onder andere gebruikt als monomeer in combinatie met di-isocyanaten in de productie van polyurethanen. 